# 19162 Wambsganss
19162 Wambsganss este un asteroid din centura principală de asteroizi.

## Descriere
19162 Wambsganss este un asteroid din centura principală de asteroizi. A fost descoperit pe 10 octombrie 1990 la Tautenburg de Lutz Dieter Schmadel și Freimut Börngen. Asteroidul prezintă o orbită caracterizată de o semiaxă mare de 2,72 ua, o excentricitate de 0,09 și o înclinație de 2,3° în raport cu ecliptica.